# Бокин (микрорегион)

Бокин на карте.

Бокин (порт. Microrregião de Boquim) — микрорегион в Бразилии, входит в штат Сержипи. Составная часть мезорегиона Восток штата Сержипи. 
Население составляет 	155 327	 человек (на 2010 год). Площадь — 	1 839,984	 км². Плотность населения — 	84,42	 чел./км².

## Демография
Согласно сведениям, собранным в ходе переписи 2010 г. Национальным институтом географии и статистики (IBGE), население микрорегиона составляет:						
| Полное население                             | Полное население                             | Полное население                             | Полное население                             | 155 327 |
| -------------------------------------------- | -------------------------------------------- | -------------------------------------------- | -------------------------------------------- | ------- |
| в том числе:                                 | Городское население                          | 80 126                                       | Процент городского населения, %              | 51,59   |
|                                              | Сельское население                           | 75 201                                       | Процент сельского населения, %               | 48,41   |
|                                              | Мужское население                            | 77 249                                       | Процент мужского населения, %                | 49,73   |
|                                              | Женское население                            | 78 078                                       | Процент женского населения, %                | 50,27   |
| Плотность населения, чел/км²                 | Плотность населения, чел/км²                 | Плотность населения, чел/км²                 | Плотность населения, чел/км²                 | 84,42   |
| Население микрорегиона в % к населению штата | Население микрорегиона в % к населению штата | Население микрорегиона в % к населению штата | Население микрорегиона в % к населению штата | 7,51    |

## Статистика
- Валовой внутренний продукт на 2004 составляет 386 656 369,00 реалов (данные: Бразильский институт географии и статистики).
- Валовой внутренний продукт на душу населения на 2004 составляет 2527,94 реалов (данные: Бразильский институт географии и статистики).
- Индекс развития человеческого потенциала на 2000 составляет 0,601 (данные: Программа развития ООН).

## Состав микрорегиона
В составе микрорегиона включены следующие муниципалитеты:
1. Арауа
2. Бокин
3. Кристинаполис
4. Итабаянинья
5. Педриньяс
6. Салгаду
7. Томар-ду-Жеру
8. Умбауба